# Рада Стијовић
Рада Стијовић (рођена 23. маја 1954. године у Београду) српски је лингвиста, научни саветник Института за српски језик Српске академије наука и уметности, секретар Одбора САНУ за проучавање Косова и Метохије и председник Уређивачког одбора Речника САНУ.

## Биографија
Рада Стијовић је рођена 1954. године у Београду. Основну школу, гимназију и Филозофски факултет (група за српски језик и књижевност) завршила је у Новом Саду. Магистрирала је на Филолошком факултету у Београду (група за српски језик), а докторирала на Филозофском факултету у Новом Саду. Од 1983. до 2008. радила је у Институту за српски језик САНУ (на Речнику српскохрватског књижевног и народног језика - као један од аутора и један од уредника). Од 2004. до 2008. године предавала је на Филозофском факултету у Приштини (са седиштем у Косовској Митровици) Историју српског језика, Дијалектологију и Акцентологију. Од 2008. до 2012. године радила је на Мегатренд универзитету, где је, као ванредни професор, предавала Пословну кореспонденцију, Говорне комуникације, Писане комуникације и Научне комуникације. Године 2010. била је продекан за наставу на Факултету за уметност и дизајн Мегатренд универзитета. Од 2012. у сталном је радном односу у Институту за српски језик Српске академије наука и уметности. Редовни је професор Учитељског факултета у Призрену Универзитета у Приштини.
Председник је Уређивачког одбора Речника српскохрватског књижевног и народног језика САНУ и руководилац пројекта Лингвистичка истраживања савременог српског књижевног језика и израда Речника српскохрватског књижевног и народног језика САНУ.
Од 2014. главни је и одговорни уредник Језика данас Матице српске.
Сарадник је на пројектима:
Савремени српски језик и српска лексикографија у Институту за српски језик САНУ; Дијалектолошка истраживања српског језичког простора у Институту за српски језик САНУ; Истраживања српског језичког простора на Косову и Метохији на Филозофском факултету у Косовској Митровици.
Председник је Комисије за лексикологију и лексикографију при Одбору за стандардизацију српског језика, затим члан и секретар Међуодељењског одбора за проучавање Косова и Метохије САНУ, члан Међуакадемијског одбора за дијалектолошке атласе, члан Одбора за језик АНУРС, члан програмског одбора Дана српскога духовног преображења у Деспотовцу, члан-сарадник Матице српске у Новом Саду, члан и секретар редакције Косовско-метохијског зборника САНУ, члан редакције публикације Дани српскога духовног преображења, Деспотовац. Била је сарадник (2006—2009) на међународном пројекту Die Unterschiede zwischen dem Bosnischen / Bosniakischen, Kroatischen und Serbischen” Института за славистику Универзитета у Грацу.
Стални је сарадник Политике у језичким рубрикама (Слово о језику и Језички путокази).
Два пута је добила награду Славистичког друштва Србије „Павле Ивић“ за најбоље лингвистичко остварење у протеклој години: 2008. године, као један од аутора Речника српскога језика и 2009. за књигу Говор Горњих Васојевића.

## Из библиографије
1. Речник Васојевића. – Београд (Чигоја штампа), 2014.
2. Језички саветник. – Београд (Чигоја штампа), 2014.
3. Српски језик. Норма и пракса. – Београд (Чигоја штампа), 2009, 1–202.
4. Семантичко-синтаксичке одлике конструкција с предлозима од-до у међусобној корелецији. – Јужнословенски филолог, Београд, 2006, књ. LXII, 93-112.
5. О некоторых вопросах современной сербской лексикографии. – Лексикографията и лексикологията в съвременния свят (Българско лексикографско дружество. Секция за българска лексикология и лексикография при Института за български език „Проф. Любомир Андрейчин“ БАН), Велико Търново, 2007, 207–216.
6. Прилог познавању употребе инфинитива у данашњем говору Васојевића. – Зборник за филологију и лингвистику, Нови Сад (Матица српска), 2007, књ. L, 875-885.
7. О једном типу редукованог инфинитива у неким зетско-сјеничким говорима с освртом на стање у бугарском и македонском језику. – Јужнословенски филолог, Београд, 2007, књ. LXIII, 199–206.
8. Говор Горњих Васојевића. – Српски дијалектолошки зборник (Српска академија наука и уметности и Институт за српски језик САНУ), Београд, 2007, књ. LIV, 1–312 + 9 карата.
9. Семантичко-ортографске дистинкције неких сложеничких образовања. – Шездесет година Института за српски језик САНУ. Зборник радова I, Београд (Институт за српски језик САНУ), 2007, 463–470.
10. Употреба инфинитива у данашњем говору Бјелопавлића. – Зборник Института за српски језик САНУ, књ. I, Београд, 2008, 579–585.
11. Ономастика Љумбарде, Дашиновца, Горњег и Доњег Ратиша. – Зборник радова са пројекта Истраживања српског језичког простора на Косову и Метохији, књ. 1 (2008), Косовска Митровица (Филозофски факултет Универзитета у Приштини), 2010, 161-185.
12. Дијалекатска лексика Михаила Лалића и књижевни језик. – Наше стварање, Лесковац (Лесковачки културни центар), 2007, књ. LIV, св. 1-2, 76–80.
13. Speaking in Belgrade. – Stocholm : Belgrade : Procedings from the IV Swedish–Serbian Symposium „Sustainable Development and the Role of Humanistic Disciplines“ Belgrade, October 2-4, 2008. – Belgrade : Serbian Academy of Sciences and Arts, 2009, 43-48.
14. Неке особине народног језика у повељама кнеза Лазара и деспота Стефана. – Јужнословенски филолог, Београд, 2008, књ. LXIV, 457–472.
15. Напомене о енклитикама у језику повеља кнеза Лазара и деспота Стефана. – Зборник Матице српске за филологију и лингвистику, Нови Сад, 2008, књ. LI, 45–52.
16. О некоторых сербскославянских словах в современном сербском литературном языке. – ХХХ-е Кирилло-Мефодиевские чтения „Славянский мир: вера и культура“ (Самара, 22-24. маја). Материалы Международной научно-практической конференции преподавателей истории языков и культуры славянских народов / Издательство: СНЦ РАН, 2008, 164-169.
17. О лексици српског књижевног језика после раскида српскохрватске језичке заједнице. – Зборник са научног скупа “Die Unterschiede zwischen dem Bosnischen/Bosniakischen, Kroatischen und Serbischen. Lexik – Wortbildung – Phraseologie Hg. Branko Tošović (Universitat Graz) „Разлике између босанског/бошњачког, хрватског и српског језика. Лексик(а) – Творба р(иј)ечи – Фразеологија” варијантне лексичке разлике, српски лексички корпус.
18. Значај Ивићевих фонолошких проучавања за тумачење једне морфолошке појаве у српским дијалектима. – Зборник Матице српске за филологију и лингвистику, Нови Сад (Матица српска), 2009, књ. LII/1, 41-46.
19. Београд и књижевни језик. – Славистика (Славистичко друштво Србије), Београд, 2009, књ. XIII, 343–349.
20. Српска кореспонденција новијег времена. – Годишњак за српски језик и књижевност (Филозофски факултет у Нишу), 2009, бр. 9, 485–492.
21. Прилог утврђивању границе префонологизације наглашених вокала е и о у призренско-јужноморавским говорима на територији Косова и Метохије. – Косово и Метохија у цивилизацијским токовима. Књ. 1 : Језик и народна традиција, Косовска Митровица, 2010, 319-325.
22. Језичка култура студената. – Даница – српски народни илустровани календар за 2011. годину (Вукова задужбина), Београд, 2010, 154-158.
23. Префиксација придева у српскохрватском књижевном језику. – Зборник за филологију и лингвистику, Нови Сад (Матица српска), 1983, књ. XXVI/1 99–130.
24. О језику „Песне на инсурекцију Сербијанов“ Доситеја Обрадовића. - Зборник Матице српске за филологију и лингвистику, Нови Сад, 1994, књ. XXXVII, 575-579.
25. Стојан Новаковић и модерна српска лексикографија. - Стојан Новаковић. Личност и дело.научни скиуп поводом 150-годишњице рођења (1842—1992), новбембар 1992, Београд (Српаска академија наука и уметности. Одељење историјских наука, књ. 25), 1995, 365-371.
26. Фрикативи ф и х у говору Васојевића. – Живот и дело академика Павла Ивића, Суботица – Нови Сад – Београд, 2004, 489-497.
27. Из лексике Васојевића [диференцијални речник говора Васојевића]. – Српски дијалектолошки зборник, Београд (Српска академија наука и уметности и Институт за српскохрватски језик), 1990, књ. XXXVI, 119-380.
28. Романизми у говору Васојевића. – О лексичким позајмљеницама. Зборник радова са научног скупа Стране речи и изрази у српском језику, са освртом на исти проблем у језицима националних мањина (Градска библиотека Суботица, 18-20. октобар 1995), Суботица–Београд (Градска библиотека Суботица, Институт за српски језик Српске академије наука и уметности), 1996, 277–297.
29. Из ономастике села Босуте у Шумадији. – Прилози проучавању језика, Нови Сад (Институт за јужнословенске језике Филозофског факултета у Новом Саду), 1977-1978, књ. 13-14, 159-165.
30. Речник српскохрватског књижевног и народног језика, Београд : Српска академија наука и уметности и Институт за српски језик САНУ, књ. 15 (1996), књ. 16 (2001), књ, 17 (2006), књ. 18 (2010), књ. 19 (2014), књ. 20 (2017), књ. 21 (2019).
31. Речник српскога језика. – Нови Сад (Матица српска), 2007.
32. Речник САНУ као база терминолошких речника (на примеру речника кулинарства) (у коауторству са О. Сабо и Р. Станковић), у: Предраг Пипер, Владан Јовановић (ур.), Словенска терминологија данас, Београд: Српска академија наука и уметности, 2017, 229–241 (Научни скупови CLXVII, Одељење језика и књижевности 28).
33. Грађа Речника САНУ – благо које треба сачувати, Наш језик XLVIII/3–4, Београд: Институт за српски језик САНУ, 2017, 201–207.
34. Дигитално издање Речника САНУ: формални опис микроструктуре Речника САНУ, Научни састанак слависта у Вукове дане, 47/1, Београд, 2018, 427–440 (у коауторству са Р. Станковић).
35. The Dictionary of the Serbian Academy: from the Text to the Lexical Database, in Proceedings of the XVIII EURALEX International Congress: Lexicography in Global Contexts. Ljubljana: Ljubljana University Press, Faculty of Arts. Čibej, Jaka, Gorjanc, Vojko, Kosem, Iztok & Krek, Simon (eds.), 2018, pp. 941–949.
36. Дијалектски речници у: Српска лексикографија од Вука до данас. Каталог изложбе, Београд, 2018, 171–185.
37. Нови завјет – весник новога доба и нит континуитета са књижевнојезичким наслеђем у: Година 1847: преломна тачка савремене српске културе, Београд (Филолошки факултет), 2018, 53–63.
38. Речник језика Бранка Ћопића у: Српски језик и српско писмо данас, зборник радова са округлог стола, Бања Лука : Академија наука и умјетности Републике Српске, 2019, 215–222.
39. Узвици у савременом српском језику: класификација и лексикографска обрада, Јужнословенски филолог LXXV/1, 2019, 37–61 (у коауторству са И. Лазић Коњик и М. Спасојевић).
40. SASA Dictionary as the Gold Standard for Good Dictionary Examples for Serbian. In I. Kosem, T. Zingano Kuhn et al. (eds.) Electronic lexicography in the 21st century: Smart Lexicography, Proceedings of the eLex 2019 conference, Sintra, Portugal, 1–3 October 2019. Brno: Lexical Computing, pp. 248–269. [Ranković S., Šandrih, B., Krstev, C., Vitas, D., Marković, A.]
41. Veb-alat za upravljanje građom Rečnika SANU i anotacija listića . doi:10.31724/rihjj.46.2.32. Недостаје или је празан параметар |title= (помоћ)
42. Вуков рјечник – двеста година од објављивања (1818–2018) у: Средњи век у српској науци, историји, књижевности и уметности. X, Научни скуп, Деспотовац-Манасија, 21–22. август 2018 [у оквиру манифестације] XXVI Дани српскога духовног преображења. – Деспотовац : Народна библиотека "Ресавска школа" ; Београд : Институт за српски језик САНУ, 2019, 283–289.